# Crosey-le-Grand
Crosey-le-Grand – miejscowość i gmina we Francji, w regionie Burgundia-Franche-Comté, w departamencie Doubs.
Według danych na rok 1990 gminę zamieszkiwało 150 osób, a gęstość zaludnienia wynosiła 15 osób/km² (wśród 1786 gmin Franche-Comté Crosey-le-Grand plasuje się na 594. miejscu pod względem liczby ludności, natomiast pod względem powierzchni na miejscu 434.).